# Aberaeron
Aberaeron (wymowaⓘ, z wal. „ujście Aeron”) – miasto w Walii (Wielka Brytania), kurort nadmorski. Położone między Aberystwyth i Cardigan, jest ośrodkiem administracyjnym hrabstwa Ceredigion. W 2001 roku liczyło 1520 mieszkańców.

## Historia
Miasto było projektowane i rozwijane od roku 1807 przez Albana Thomasa-Jonesa Gwynne, który uzyskał na to zgodę Parlamentu. Przystań, którą zbudował, działała jako port i służyła przemysłowi okrętowemu. Układ urbanistyczny Aberaeron, opracowany przez architekta Edwarda Haycocka, jest nietypowy dla tego wiejskiego regionu Walii, skoncentrowany na placu Alban Square z budynkami w stylu regencji, stojącymi dookoła przystani. Wiele z nich należało do kapitanów żeglugi morskiej i zostało nazwanych na wzór dalekich celów podróży, jak Gambia czy Melbourne.
Informatory handlowe podają, że w 1830 w Aberaeron działała manufaktura wełny, szewc, piekarz, młynarz, kowal, kowal wytwarzający łopaty, dwóch szkutników, stolarz i wytwórca kapeluszy.
Pierwszym reprezentantem Aberaeron w radzie hrabstwa Cardiganshire został w 1889 John Morgan Howell, który został znaczącą postacią w życiu politycznym hrabstwa. Po wybraniu go w 1889 odpalono fajerwerki w celu uczczenia jego zwycięstwa.
Rozwój ośrodka przemysłowego i żeglugi zatrzymało pojawienie się kolei żelaznej w 1911. Obecnie Aberaeron, nazywane „klejnotem Zatoki Cardigan”, jest ośrodkiem turystycznym.

## Castell Cadwgan
Przy brzegu morza znajdował się Castell Cadwgan, dwunastowieczne fortyfikacje opasujące prawdopodobnie drewniane konstrukcje. Oprócz kilku kopców pozostały nieliczne ślady, jak szczątki wału; większość formacji ulega erozji.
W dziele Henry'ego Gastineau Wales Illustrated in a Series of Views opublikowanym w 1810 znajduje się fragment: „nieopodal miasteczka znajduje się starodawna twierdza zwana Castell Cadwgan, ponoć wzniesiona przez króla Cadwgana około roku 1148”. W A Topographical Dictionary of Wales, opublikowanym w 1833, Samuel Lewis napisał: „przy brzegu morza, blisko miasteczka, jest okrągłe obozowisko, nazwane Castell Cadwgan, rzekomo zbudowane przez Cadwgana ab Bleddyn, około 1148”. Zanotowano jednak, że Cadwgan ab Bleddyn został zabity w 1111.

## Turystyka
Z Aberaeron związany był Dylan Thomas, co odnotował lokalny pisarz David N Thomas. Szlak Dylana Thomasa wiedzie przez Ceredigion, Aberaeron i kończy się w New Quay.
W pierwszy poniedziałek sierpnia odbywa się doroczny festyn.